# Leighia mcintoshi
Leighia mcintoshi är en plattmaskart. Leighia mcintoshi ingår i släktet Leighia och familjen Heterophyidae. Inga underarter finns listade i Catalogue of Life.